# Robert Schoeller
Robert Schoeller (von 1911 bis 1919: Robert Ritter von Schoeller; * 25. Juli 1873 in Adamsthal, Mähren; † 7. Juni 1950 in Wien) war ein österreichischer Industrieller in der Zuckerindustrie.

## Leben
Der Sohn des Unternehmers Adolph Philipp Schoeller (1832–1885), der die erste Filztuchfabrik in Brünn gegründet hatte, durchlief nach seiner Schulzeit zunächst eine Ausbildung in der Textilbranche, wechselte aber bereits nach wenigen Jahren in die Nahrungsmittelindustrie. Ende des 19. Jahrhunderts trat Schoeller zunächst in die 1868 gegründete Chropiner Zuckerfabrik AG mit einem Vertriebsbüro in Wien ein und war mitverantwortlich für den wirtschaftlichen Aufschwung innerhalb der folgenden Jahre. Nachdem sich im Jahre 1924 das Unternehmen in ein eigenständiges tschechoslowakisches Werk in Chropin und in ein österreichisches in Leopoldsdorf aufteilte, wurde Schoeller zum Leiter des österreichischen Werkes ernannt.
Zwischenzeitlich hatte Schoeller im Jahr 1902 auch die Leitung der 1844 gegründeten und mittlerweile technisch desolaten Dürnkruter Zuckerfabrik übernommen, welche die erste Zuckerfabrik auf österreichischem Boden war. Schoeller formte diese Firma in den nächsten circa 35 Jahren in einen modernen und wirtschaftlich erfolgreichen Musterbetrieb um, in dem der Ertrag um das Vierfache gesteigert werden konnte. Von besonderem Vorteil erwies sich hierbei die von ihm zusammen mit seinem Schwager Richard von Skene (I.) (1867–1947) im Jahr 1926 angeregte und erfolgte Fusion der Dürnkruter Zuckerfabrik mit der Leipnik-Lundenburger Zuckerfabriken AG, deren Direktionsmitglied er seit 1914 unter Richard von Skene war. Nach den Zerstörungen im Zweiten Weltkrieg war Schoeller erneut maßgeblich an den frühen Wiederaufbau der Fabriken sowohl in Dürnkrut als auch in Leopoldsdorf und der damit verbundenen schnellen Wiederaufnahme der Produktion beteiligt. 
Neben seinen hauptberuflichen Verpflichtungen gehörte Robert Schoeller unter anderem noch den Aufsichtsräten der durch seinen Vetter Richard von Schoeller geleiteten Schoeller-Bleckmann Stahlwerke AG, der Hammerbrotwerke GmbH, seit 1937 ein Tochterunternehmen des Wiener Großhandels- und Bankhauses Schoeller & Co., der späteren Schoellerbank, sowie der Steirischen Magnesit-Industrie AG an. 
Im Jahre 1948 trat Robert Schoeller in den Ruhestand und verstarb zwei Jahre später im gleichen Jahr wie sein Vetter Richard. Von diesem hatte er bereits im Jahre 1911 zusammen mit seinem Bruder, dem Ordonnanzoffizier Major Friedrich von Schoeller (1872–1917), die kaiserlich genehmigte Übertragung des österreichischen Adels erhalten und durfte sich Robert Ritter von Schoeller nennen. Doch im Jahre 1919 musste er auf Grund des Adelsaufhebungsgesetzes in Österreich diese Zusätze aus seinem Namen entfernen. Er wurde am Hietzinger Friedhof bestattet. Posthum wurde in Dürnkrut die Robert Schoeller-Siedlung nach ihm benannt.